# Торговая баня Кашиной
Торговая баня мещанки Е. П. Кашиной — одна из старейших торговых бань города Перми. Находится на Монастырской улице.

## История
Впервые баня упоминается в 1874 г., когда Василий Петрович Кашин от имени своей жены Екатерины Петровны Кашиной подал прошение в Городскую управу о разрешении установить в здании бани водопровод и паровую машину. Здание бани было одноэтажным, но в 1904 г. в нём был надстроен второй этаж. Баня находилась ниже уровня тротуара, его второй этаж был выполнен рельефной каменной кладкой, а чердак был сделан в виде мезонина. Здание бани имело искусно сделанный кованый чугунный парапет и было украшением Монастырской улицы. Вода в баню поступала из Камы. Эта же вода использовалась для фонтана на набережной реки с бассейном на 824 ведра.
Цены на услуги бани составляли: номер 50 копеек — 1 рубль в час для семейства; общее отделение — 10 копеек в час; для солдат — 2 копейки. В бане работал буфет.
Баня сохранила своё назначение и после Октябрьской Революции. В 1923—1926 г. она называлась баней № 1, затем — баней № 3.
Во времена Великой Отечественной войны здесь размещался санитарный пропускник, через который в обязательном порядке должны были проходить все пермяки, а также приезжающие и отъезжающие, что было необходимо для борьбы с педикулезом, возникшем в связи с нахлынувшими в город эвакуированными жителями западных областей СССР, нехваткой мыла и дров.
Из всех старейших бань в Перми сохранилась только баня Кашиной, работавшая более ста лет. Здание бани является памятником градостроительства и архитектуры. Ныне в ней располагаются частные фирмы.